# Даволи
Даволи (итал. Davoli) — коммуна в Италии, располагается в регионе Калабрия, подчиняется административному центру Катандзаро.
Население составляет 5324 человека (2004), плотность населения составляет 203,6 чел./км². Занимает площадь 25,7 км². Почтовый индекс — 88060. Телефонный код — 0967.
Покровителем коммуны почитается святой Виктор Марсельский, празднование 21 июля. 